# Lijst van Tsjechische Eurocommissarissen
De Lijst van Tsjechische Eurocommissarissen geeft een overzicht van de afgevaardigde commissieleden van de lidstaat Tsjechië. Tsjechië trad op 1 mei 2004 toe tot de Europese Unie en heeft sindsdien een commissaris bij de Europese Commissie.

## Eurocommissarissen
| Naam | Naam                            | Naam                                   | Aantreden        | Aftreden         | Commissie(s)          |
| ---- | ------------------------------- | -------------------------------------- | ---------------- | ---------------- | --------------------- |
|      |                                 | Pavel Telička (1965) (Gastcommissaris) | 1 mei 2004       | 22 november 2004 | Prodi                 |
|      | Eurocommissaris Vladimír Špidla | Vladimír Špidla (1951)                 | 22 november 2004 | 9 februari 2010  | Barroso I             |
|      | Eurocommissaris Štefan Füle     | Štefan Füle (1962)                     | 9 februari 2010  | 1 november 2014  | Barroso II            |
|      | Eurocommissaris Věra Jourová    | Věra Jourová (1964)                    | 1 november 2014  |                  | Juncker Von der Leyen |